# Annie Oakley
Annie Oakley (Condado de Darke, 13 de agosto de 1860 — Greenville, 3 de novembro de 1926), nascida Phoebe Ann Mosey, foi uma artista (atiradora de exibição) do famoso show do Oeste Selvagem de Buffalo Bill (Buffalo Bill's Wild West show), provavelmente a primeira estrela artística dos Estados Unidos da América.
Em seu show ela mostrava sua destreza com as armas usando um rifle calibre .22; sua vida e as lendas a seu respeito foram objetos de filmes, musicais, série de TV e quadrinhos.

## Galeria

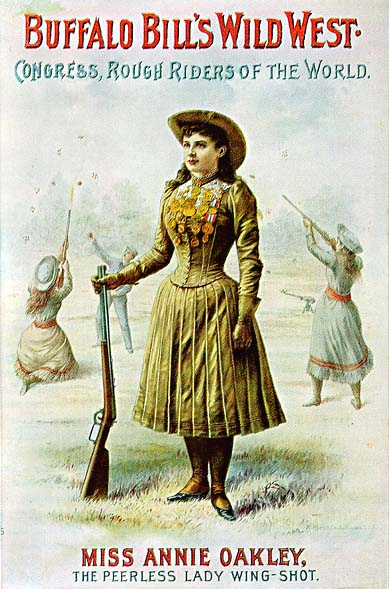
Poster do show "Buffalo Bill's Wild West"
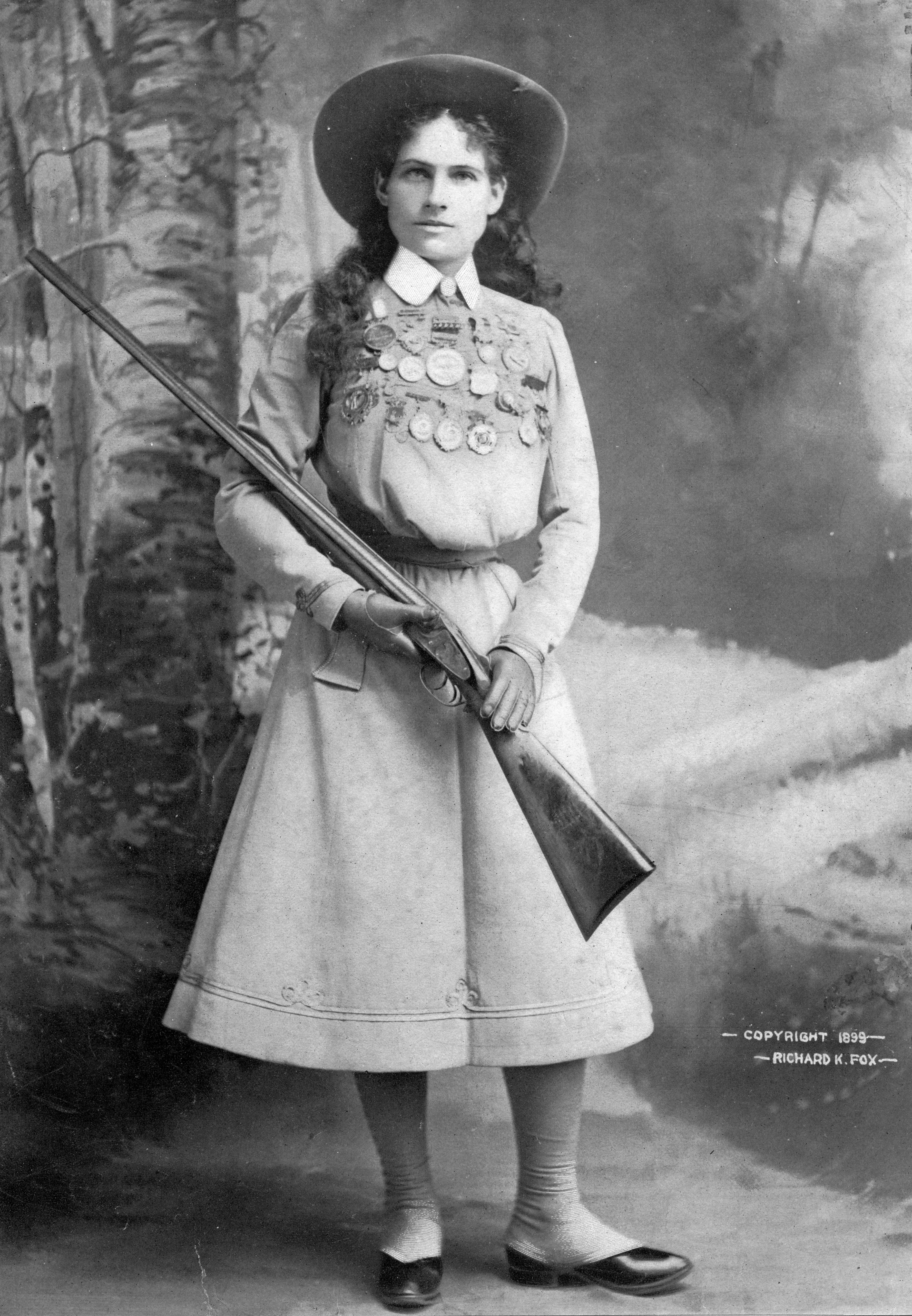
Fotografia de Annie Oakley cerca de 1899

## Atrizes que a interpretaram
- Em 1935, Barbara Stanwyck interpretou-a no filme "Annie Oakley" (Na mira do coração (BR))[7]
- Em 1946, Ethel Merman interpretou-a no musical Annie Get Your Gun. Revival em 1966.[7]
- Em 1950, Betty Hutton interpretou-a num filme baseado no musical Annie Get Your Gun.[7]
- De 1954 a 1956, Gail Davis interpretou-a em uma série para a TV.[7]
- Em 1976, Geraldine Chaplin interpretou-a em Buffalo Bill and the Indians.[8]
- Em 1985, Jamie Lee Curtis num episódio de Shelley Duvall's Tall Tales and Legends.[9]
- Em 1986, a roqueira Suzi Quatro interpretou-a no musical "Annie get your gun".[10]
- Em 1999, Bernadette Peters e Reba McEntire em nova montagem do musical Annie Get Your Gun[7]
- Em 2004, Elizabeth Berridge no filme Hidalgo[11]
- Em 2016, a drag queen americana Alyssa Edwards no reality show RuPaul's Drag Race: All Stars 2.